# Miranda (Gent)
Miranda is een Belgisch historisch merk van motorfietsen.
Deze werden geproduceerd door de Ets. Derveaux in Gent.
Derveaux bracht zijn eerste motorfiets, de Miranda RS 100, in 1958 op de markt. Deze was voorzien van een 97 cc Sachs-inbouwmotor. De machine had aan de voorkant een telescoopvork en achter plunjervering. De prijs was ca. 15.000 BEF.
Er volgde ook nog het model "RC Standard" in 125- en 175 cc-uitvoering. Dit was in feite een motorfiets van het Duitse merk Rixe, voorzien van een JLO-tweetaktblok. Het zwaarste model van Miranda was een 250 cc met JLO-blok met vier versnellingen.
De productie van Miranda-motorfietsen eindigde al in 1960.
- Er was nog een merk met deze naam, zie Miranda (Dortmund)